# Anoumabo
Anoumabo  système est un village intra-urbain situé dans la commune de Marcory à Abidjan (capitale économique de la Côte d'Ivoire),. Anoumabo connaît un gain de popularité nationale et internationale, notamment grâce au Festival des musiques urbaines d'Anoumabo (Femua) organisé par le groupe Magic System dont les membres y ont vécu durant des années . Le festival s'est tenu depuis sa première édition en 2008 dans ce village.

## Géographie
Situé à Abidjan, à l'ouest de la commune de Marcory, Anoumabo fait partie des trois villages de la commune. Le village s'étend sur 120 hectares, entre la lagune et un canal, et fait frontière avec les quartiers Marcory remblais et Marcory résidentiel,. L'on dénombre 45 730 habitants à Anoumabo d'après le Recensement général de la population de l'habitat de 2014 (RGPH 2014), conduit par l'INS – Institut national de la statistique .
Selon la classification de Köppen, Anoumabo a un climat de savane à hiver sec.

## Histoire
La communauté d'Anoumabo subit plusieurs mutations de sites d'habitation du début des années 1900 jusqu'après les indépendances de la Côte d'Ivoire. Cette situation s'explique par l'intérêt d'établir une ville coloniale par les colons et des besoins de développement de voie de communication,. En effet, le premier site du village d'Anoumabo est l'actuelle rue du commerce de la commune abidjanaise dénommée le Plateau. Plus tard, avec la décision de transférer la capitale de la colonie de la Côte d'Ivoire à Abidjan (après avoir été à Assinie, Grand-Bassam et Bingerville), des projets de travaux d'urbanisation et de d'infrastructures voient le jour. Dans cette veine, à l'occasion de la construction du bac du wharf de Port-Bouët, la communauté d'Anoumabo est délocalisée vers le site de l'actuelle commune de Treichville. La communauté d'Anoumabo connaît finalement un site fixe jusqu'à ce jour, après un dernier déplacement à Marcory – à la faveur de grands travaux, notamment la réalisation du pont Général de Gaulle et du pont Félix Houphouët-Boigny,.

### Évolution de la population d’Anoumabo de 1988 à 2014
| Année      | 1988   | 1994   | 1998   | 2014   |
| ---------- | ------ | ------ | ------ | ------ |
| Population | 34 635 | 38 141 | 40 655 | 45 730 |

Source : RGPH, 1988, 1995, 1998, 2014

## Politique, administration et société

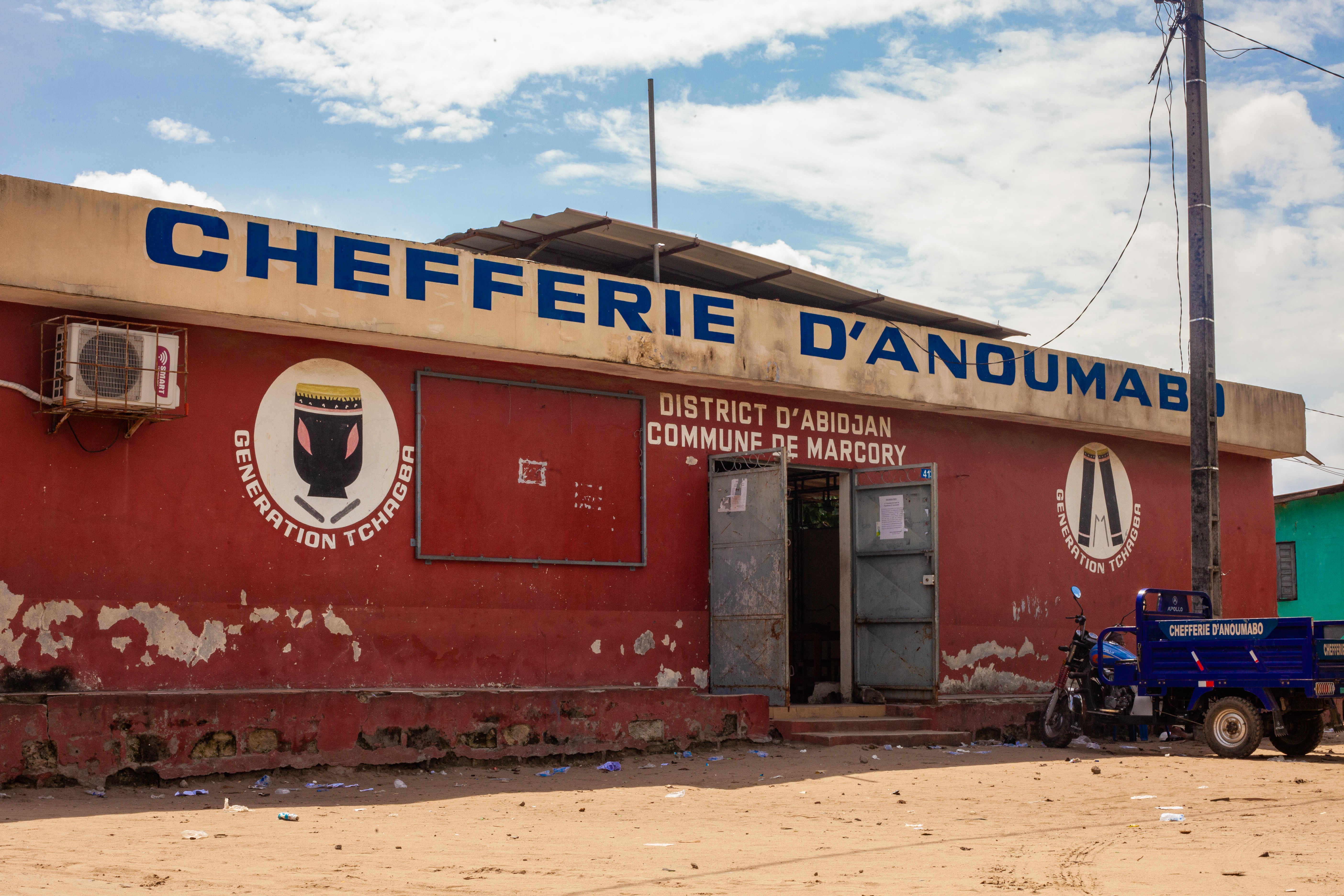
Siège de la chefferie d'Anoumabo

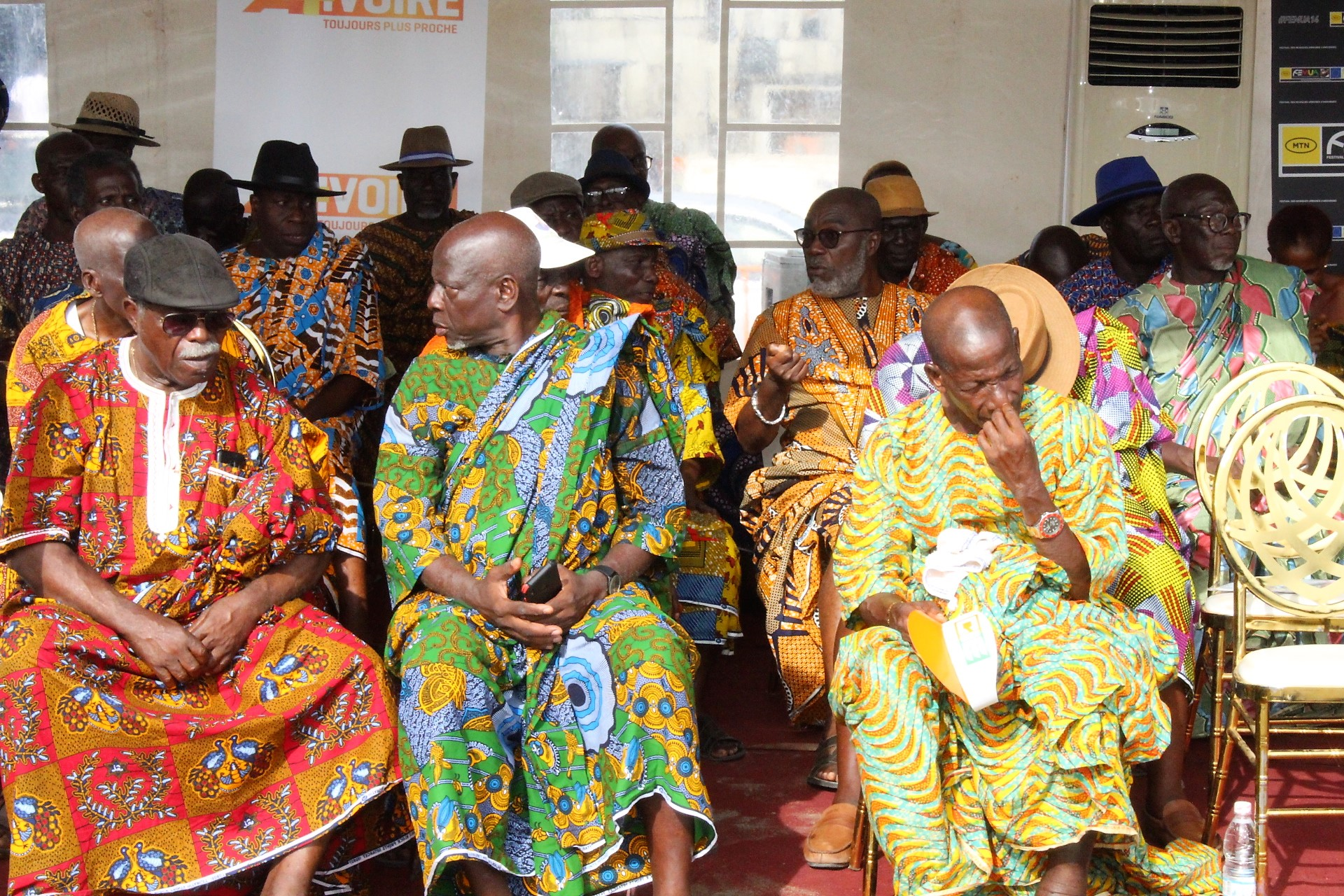
Notabilité du village d'Anoumabo

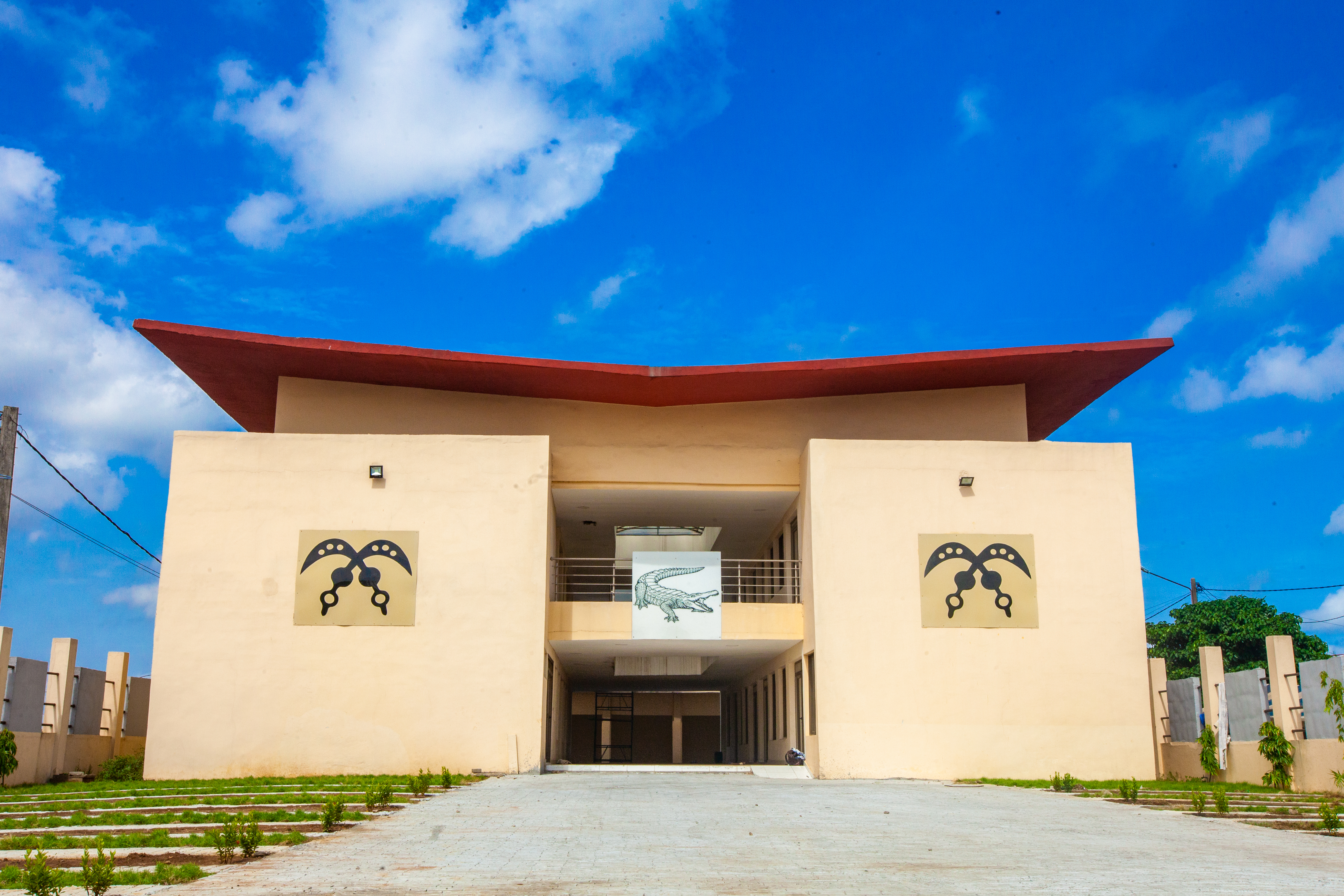
Le nouveau siège

Les Ébriés sont les peuples autochtones d'Anoumabo. Dans la tradition ébrié, la société est organisée par génération ,. En plus de autochtones, il y a également la présence d'autres ethnies et des peuples ressortissants de la sous-région (Afrique de l'Ouest). On trouve dans le village d'Anoumabo une chefferie.

## Culture locale et patrimoine
Dans le village Anoumabo, tous les 15 ans est célébrée la fête de génération : l'Afatchué, qui signifie prise de pouvoir chez les peuples ébriés. À cette occasion, les générations sortantes passent le flambeau aux plus jeunes, afin d'assurer la gestion quotidienne du village. Cette fête est célébrée entre les grandes classes du village : les Blessoué, les Niando, les Dougbo et les Tchagba. Il existe également quatre sous-classes des quatre grandes classes que sont : les Djéou, les Dogba, les Agban et les Assoukrou.
Les plats prisés de la communauté sont : le foufou accompagné de la sauce n'tro, et l'attiéké huile rouge accompagné de la sauce claire.
Au titre des festivals à Anoumabo, l'on note le Festival des musiques urbaines d'Anoumanbo (Femua). Débuté en 2008, ce festival est une initiative du groupe Magic System. Le Femua permet de valoriser la culture et la musique africaine. Son volet social comprend la réhabilitation d'infrastructures (hôpitaux, orphelinats, etc.) et des dons aux personnes vulnérables,,. En termes d'activités génératrices de revenus, le Femua est également une aubaine pour Anoumabo, en permettant aux riverains et commerçants locaux d'accroître leurs chiffres d'affaires,.
Au niveau du sport, on a la compétition « Coupe d'Afrique des nations de football » d'Anoumabo.
Le palais de la culture Bernard Binlin-Dadié d'Abidjan a une salle dénommée salle Anoumabo. Elle a une capacité de 4 000 places,.